# Photostomias guernei
Photostomias guernei és una espècie de peix de la família dels estòmids i de l'ordre dels estomiformes que es troba a l'Atlàntic occidental (les Antilles i des dels Estats Units fins al Golf de Mèxic), l'Atlàntic oriental (des del sud de Portugal fins a Mauritània), el nord-oest de l'Atlàntic (Canadà), les regions tropicals i temperades de l'Índic i del Pacífic, i el sud-est del Pacífic (Xile).
És un peix marí i d'aigües profundes que viu entre 1.138-3.100 m de fondària. Els mascles poden assolir 16 cm de longitud total.